# Saint-Aignan-de-Couptrain
Saint-Aignan-de-Couptrain település Franciaországban, Mayenne megyében. Lakosainak száma 350 fő (2022. január 1.). Saint-Aignan-de-Couptrain Couptrain, Javron-les-Chapelles, Neuilly-le-Vendin, Pré-en-Pail-Saint-Samson, Saint-Calais-du-Désert és Saint-Cyr-en-Pail községekkel határos.

## Népesség
A település népessége az elmúlt években az alábbi módon változott:
| Lakosok száma | 462  | 429  | 393  | 375  | 382  | 373  | 374  | 359  | 351  | 350  |
|               | 1968 | 1982 | 1990 | 2006 | 2013 | 2015 | 2017 | 2019 | 2020 | 2022 |